# Ernest Rutherford
Ernest Rutherford, från 1931 Baron Rutherford of Nelson (Lord Rutherford), född 30 augusti 1871 i Brightwater nära Nelson, Nya Zeeland, död 19 oktober 1937 i Cambridge, Cambridgeshire, var en nyzeeländsk-brittisk fysiker. Rutherford har kallats atomfysikens fader efter att ha varit en förgrundsgestalt i kartläggningen av radioaktivitet och atomers struktur. 1908 tilldelades han Nobelpriset i kemi för sina undersökningar av radioaktivt sönderfall och de radioaktiva ämnenas kemi.

## Rutherfords teori om atomkärnan
På den engelske fysikern J.J. Thomson inrådan började Rutherford 1896 undersöka hur röntgenstrålning påverkade elektriska urladdningar i gaser. De teorier som formulerades utifrån försöken ledde till att Thomson upptäckte elektronen 1897, eller rättare sagt konstaterade att den utgjorde en beståndsdel av atomen (som dittills antagits vara odelbar). Men fortfarande hade man ingen aning om hur elektronerna hängde ihop med resten av atomen. En del forskare tänkte sig elektronerna som "russin" inuti en positivt laddad "kaka". 
Men 1909 lät Rutherford sina studenter göra ett experiment där man sköt en stråle av heliumkärnor (alfapartiklar) mot en mycket tunn guldfolie. (Han var inte medveten om att det var atomkärnor, bara att det var positivt laddade partiklar). Experimentet var tidskrävande och omfattande. Över två miljoner små ljusblixtar, noterade via mikroskop, räknades manuellt av studenterna nere i en kolsvart källare. De flesta atomkärnorna passerade rakt igenom, men några studsade tillbaka. Detta var något helt oväntat. Det var som att skjuta med en pistolkula mot ett papper, och finna att kulan några få gånger studsade från papperet.
Rutherford drog då slutsatsen att det måste finnas en positiv kärna i mitten av guldatomerna. Bara de kärnor i Rutherfords stråle som kom rakt mot guldatomkärnan studsade tillbaka. De andra kunde passera igenom mellan kärnan och elektronerna.
Enligt Rutherfords teori kretsade elektronerna i banor runt kärnan, likt planeterna runt solen.
Den typ av spridning som Rutherford påvisade i sitt klassiska experiment kallas Rutherford-spridning och ligger till grund för "Rutherfordsk bakåtspridningsspektroskopi", en metod för materialanalys.

## Andra upptäckter
Det var Rutherford som beskrev gammastrålning och 1914 kunde bevisa att den är en elektromagnetisk vågrörelse. Han mätte också dess våglängd.
1934 kunde Rutherford efter experimentella bevis föreslå att atomkärnor av tungt väte (deuterium) genom fusion bildar helium.
Rutherfords spekulationer på 1920-talet om en neutral partikel i atomkärnan hade också stor del i den brittiske fysikern James Chadwicks upptäckt av neutronen, 1932.

Rutherfords vapensköld, med motto hämtat från Lucretius, "Primordia Quaerere Rerum".

## Utmärkelser
Grundämnet rutherfordium är uppkallat efter honom.
Rutherford invaldes som ledamot av Kungliga Vetenskapsakademien 1910.
Raketmotorn Rutherford är uppkallad efter honom.
Nedslagskratern Rutherford på månen och Rutherford på planeten Mars är uppkallade efter honom.
Asteroiden 5311 Rutherford är uppkallad efter honom.